# Marie Callot
Pour les articles homonymes, voir Callot.
Marie Callot, née le 10 février 1857 à Paris et morte le 11 décembre 1927 à Saint-Cloud est une couturière française.

## Biographie
Adolphine Marie Berthe Callot est la fille de Adolphe-Jean-Baptiste Callot, artiste peintre, et de Marie Julie Rival, dentellière.
En 1877, avec ses sœurs Marthe, Joséphine et Régina, elle ouvre un magasin de dentelles et de parures, à Paris, au 5 de la rue de Châteaudun.
Elle épouse Auguste Gerber en 1886.
En 1895, elle déménage et s'installe au 24 de la rue Taitbout, la maison de haute couture Callot Sœurs voit le jour.
Elle meurt à son domicile de Saint-Cloud à l'âge de 70 ans.

## Distinctions
- Officier d'académie (1907)
- Officier de l'instruction publique (1909)
- Chevalier de la Légion d'Honneur (1920)